# Grumman F-11 Tiger

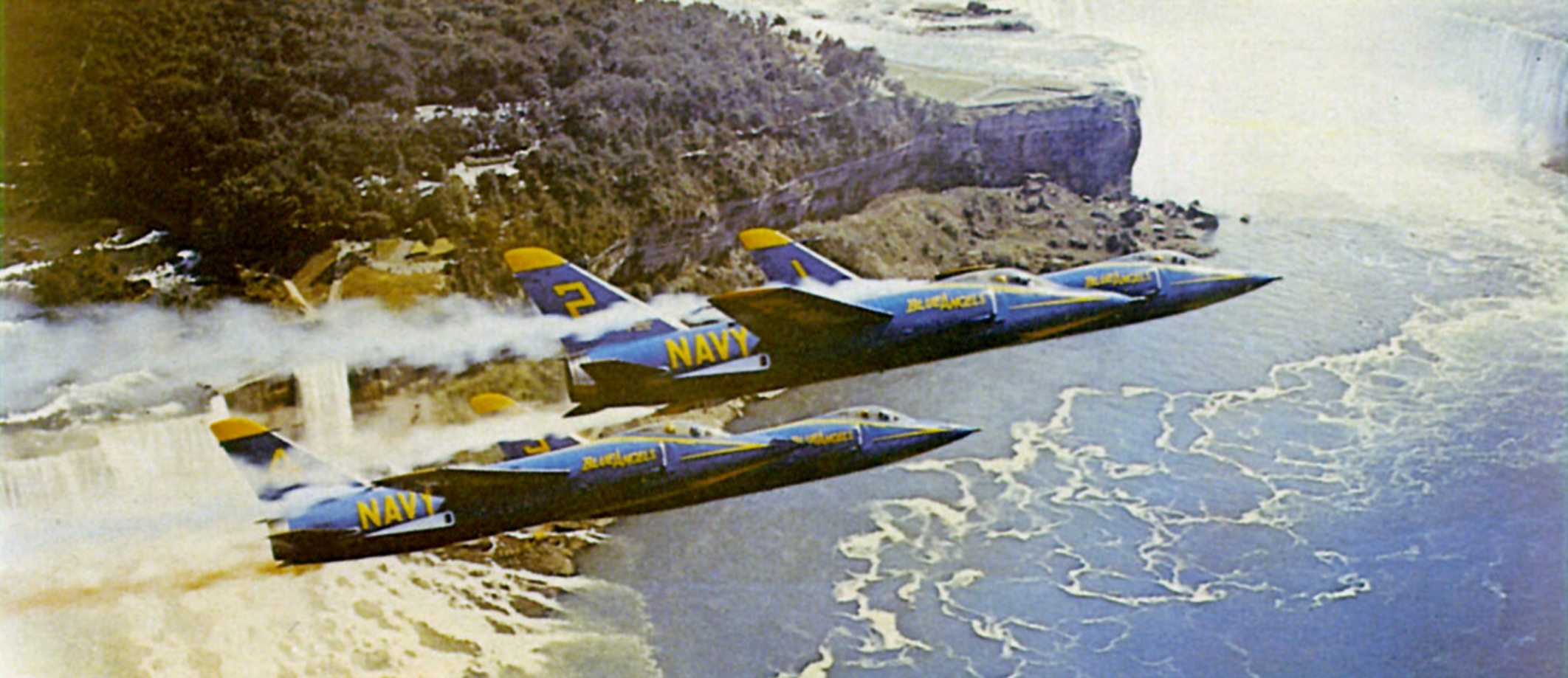
En fyrgrupp F-11:or från Blue Angels över Niagarafallen.

Grumman F-11 Tiger var amerikanska flottans andra hangarfartygsbaserade överljudsjaktplan (det första var Douglas F-6 Skyray). Flygplanet tjänstgjorde endast på hangarfartyg i ett par år innan det ersattes av det betydligt snabbare och radarutrustade Vought F-8 Crusader. Flygplanet fortsatte dock på grund av sina fina flygegenskaper och rena linjer att användas av uppvisningsgruppen Blue Angels fram till 1969.

## Utveckling
Utvecklingen började 1952 som ett internt projekt inom Grumman för att utveckla Grumman F-9 Cougar med kraftigare motor och en längre och mer strömlinjeformad flygkropp utformad efter arearegeln. Förändringarna blev så genomgående att det färdiga flygplanet inte hade några likheter kvar med Cougar. Flottan blev intresserade och beställde två prototyper med beteckningen XF9F-9 trots att det uppenbarligen var en helt ny konstruktion och inte en direkt vidareutveckling av F9F Cougar. Den första prototypen hade inte någon efterbrännkammare, men kunde trots det nå ljudvallen, dock utan att lyckas spräcka den, något som den andra prototypen med efterbrännkammare kunde göra.
Grumman planerade också en efterföljare kallad F11F-1F Super Tiger utrustad med en kraftigare motorn General Electric J79-GE-3A. Två prototyper byggdes, men inga flygplan serieproducerades.

## Användning
Totalt sju jaktdivisioner i amerikanska flottan, två i Atlantflottan och fem i Stillahavsflottan utrustades med F-11 Tiger. Karriären på hangarfartyg blev kort då den snabbt blev omodern och ersattes av Vought F-8 Crusader. Flygplanen fortsatte dock att användas för pilotträning och av uppvisningsgruppen Blue Angels fram till slutet av 1960-talet.
En F-11 blev också det första jetflygplan som lyckades skjuta ner sig själv. Den 21 september 1956 genomförde piloten Tom Attridge ett övningsanfall med automatkanoner mot ett markmål. Han avfyrade två eldskurar varav den första gick för högt. När han sänkte nosen för att avfyra nästa skur ökade flygplanet farten och hann på så vis upp granaterna från den första eldskuren vilka gradvis tappat fart. En granat träffade vindrutan och en träffade motorns huvudturbin. Attridge Lyckades nödlanda flygplanet och klarade sig ned ett brutet ben och en ryggskada.
Den 18 april 1958 satte överstelöjtnant George Watkins höjdrekord när han med sin F-11 Tiger lyckades nå 23 451 meters höjd.

## Användare
- USA:s flotta[4]
  - VF-21, Atlantflottan
  - VF-33, Atlantflottan
  - VF-51, Stillahavsflottan
  - VF-121, Stillahavsflottan
  - VF-156, Stillahavsflottan
  - VF-191, Stillahavsflottan
  - VF-211, Stillahavsflottan